# Det gjensidige Forsikringsselskab "Danmark"
 For alternative betydninger, se Danmark (flertydig). (Se også artikler, som begynder med Danmark)
Det gjensidige Forsikringsselskab "Danmark" var et dansk gensidigt forsikringsselskab, stiftet 9. august 1861 på initiativ af daværende sekretær i Justitsministeriet H.P. Bærthelson (1814-1882).
Selskabets virksomhed begyndte samme år, opbygget på nationalt grundlag, og på de fordele, som gensidighedsprincippet kunne medføre. Selskabet fik straks indpas både på landet og i købstæderne, hvor særlig middelstandens gode indboforsikringer kom til at danne hovedstammen. Da virksomheden påbegyndtes den 1. oktober 1861, var det med en forsikringssum på 3.120.000 rigsdaler fordelt på 929 interessenter. I 1864 var den steget til 114 mio. kr. Det store landbrug sluttede sig efterhånden til selskabet, og dette overtog flere store lokale selskaber, blandt hvilke særlig skal nævnes "Jylland". Hovedvirksomheden var i mange år at tegne direkte brandforsikringer for  forsikringsafdeling. I 1907 en afdeling for indbrudstyveri og i 1911 optoges folkeforsikring med ugevis præmieopkrævning. Gennem årene kom en række småbrancher til. Efter 1927 således afdelinger for ansvar-, automobil-, driftstab-, glas-, hus- og grundejer-, lovpligtig ulykke-, syge- og ulykkesamt sygekasse- og vandskadeforsikring. 
I 1933 overtoges Forsikrings-Aktieselskabet "Norden". Med udgangen af året 1949 var antallet af forsikrede i brand- og tyveriforsikrings-afdelingerne 210.000 med en forsikringssum af 3.560 mio. kroner og i livsforsikringsafdelingen med underafdelinger 270.100 forsikrede med 659,5 mio. kroner i forsikringssum samt 1610 i enteforsikringer til et årligt beløb af 4 mio. kroner. Selskabets formue ekskl. skade- og præmiereserver androg knap 24 mio. kroner.
Selskabets samlede administration blev i 1950 forestået af direktør, cand.jur. F.L. Crone (f. 1888) og formand for bestyrelsesrådet var højesteretssagfører H.H. Bruun (f. 1884).
1973 fusionerede selskabet med Andels-Anstalten Tryg og forsikringsselskabet Fremtiden.
Selskabet havde til huse i hovedsædet Niels Brocks Gade 1 i København, en bygning tegnet af Martin Borch og opført 1901-1903. Bygningen indgår nu i Det Kongelige Danske Musikkonservatorium. I 1971 flyttede selskabet til Kongens Lyngby til et kompleks tegnet af Ole Hagen, hvor selskabet kun nåede at eksistere et par år inden dets nedlæggelse.